# (594913) ꞌAylóꞌchaxnim
(594913) ꞌAylóꞌchaxnim (désignation provisoire 2020 AV2, désignation temporaire ZTF09k5) est un astéroïde Vatira. Découvert le 4 janvier 2020, c'est le premier objet connu appartenant à ce groupe et le seul à ce jour (9 novembre 2021).

## Découverte et suivi
L'astéroïde (594913) ꞌAylóꞌchaxnim fut repéré comme candidat le 4 janvier 2020 par Bryce Bolin, chercheur postdoctoral à Caltech, dans des données d'observations effectuées le même jour dans le cadre du relevé astronomique du Zwicky Transient Facility (ZTF). La découverte fut officiellement annoncée par le Centre des planètes mineures le 8 janvier suivant dans la circulaire électronique 2020-A99. Plusieurs télescopes à travers le monde ont alors suivi ce petit corps, aidant ainsi à contraindre son orbite et ses dimensions.
(594913) ꞌAylóꞌchaxnim est le troisième astéroïde Atira (au sens large) découvert par le ZTF dans le cadre de son programme Twilight développé par Wing-Huen Ip, de l'Université nationale centrale de Taïwan, et Ye Quan-Zhi, anciennement à Caltech et maintenant à l'Université du Maryland.

## Désignations et nom
L'astéroïde reçut initialement la désignation temporaire ZTF09k5, puis la désignation provisoire 2020 AV2. Il reçoit sa désignation permanente, (594913), le 20 septembre 2021. Le 8 novembre 2021, il est finalement nommé ꞌAylóꞌchaxnim (prononcé [ʔajˈlɔʔt͜ʃaxnɪm]), ce qui signifie « fille de Vénus » en luiseño,. Ce nom fait référence au lieu de la découverte (le mont Palomar, qui est situé sur la terre ancestrale du peuple luiseño) et célèbre le fait que ꞌAylóꞌchaxnim est le premier astéroïde découvert orbitant entièrement à l'intérieur de l'orbite de la planète Vénus.

## Caractéristiques physiques
Avec une magnitude absolue de 16,4, l'astéroïde a une taille estimée à entre 1 et 3 kilomètres.

## Caractéristiques orbitales
(594913) ꞌAylóꞌchaxnim a une orbite entièrement intérieure à celle de la planète Vénus. Il s'agit donc un astéroïde Vatira, le premier découvert et seul connu à ce jour (9 novembre 2021). En dehors de la planète Mercure, (594913) ꞌAylóꞌchaxnim a le plus petit aphélie connu pour un objet naturel et, lors de sa découverte, avait le deuxième plus petit demi-grand axe parmi les astéroïdes (au 9 novembre 2021, il est à la quatrième place sur ce point).

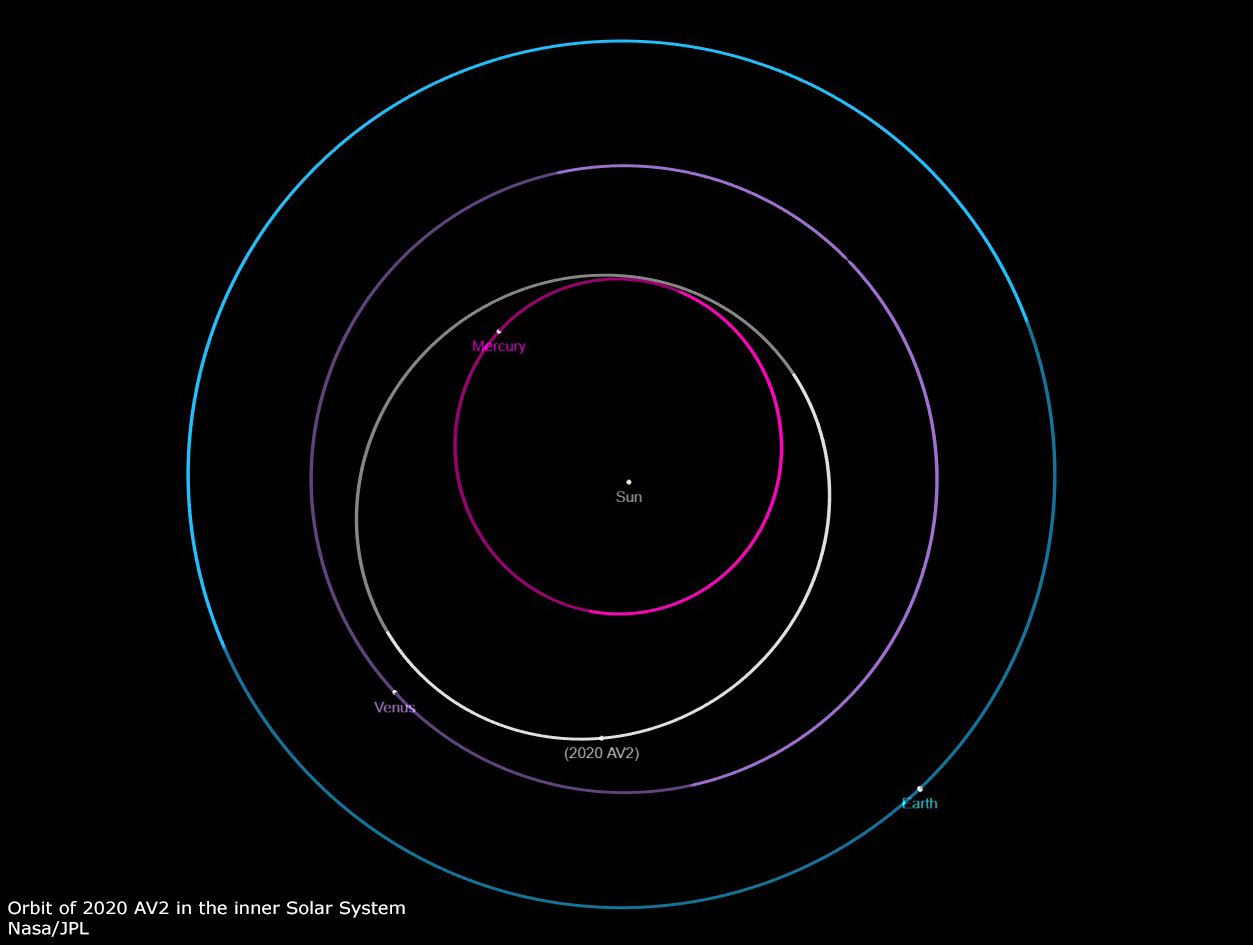
L'orbite de l'astéroïde.

Selon Sarah Greenstreet, l'intégration numérique de l'orbite nominale montre que l'objet resterait dans la région des Vatira pendant quelques centaines de milliers d'années avant de devenir un astéroïde Atira puis de diffuser vers l'extérieur et de devenir un géocroiseur. D'autres simulations orbitales indiquent plutôt que 2020 AV2 entrera en résonance 3:2 avec Vénus, ce qui stabiliserait son orbite pour des millions d'années.